# Armada dentata
Armada dentata är en fjärilsart som beskrevs av Otto Staudinger 1884. Armada dentata ingår i släktet Armada och familjen nattflyn. Inga underarter finns listade i Catalogue of Life.